# ماري وايزمان
ماري وايزمان (بالإنجليزية: Mary Wiseman)‏ هي ممثلة أمريكية، ولدت في 30 يوليو 1985.

## أعمال

### مسلسلات
- ديسكفري

## وصلات خارجية
- ماري وايزمان على موقع IMDb (الإنجليزية)
- ماري وايزمان على موقع روتن توميتوز (الإنجليزية)
- ماري وايزمان على موقع قاعدة بيانات الأفلام العربية
- ماري وايزمان على موقع ألو سيني (الفرنسية)
- ماري وايزمان على موقع قاعدة بيانات برودواي على الإنترنت (الإنجليزية)
- ماري وايزمان على موقع قاعدة بيانات الفيلم (الإنجليزية)
- ماري وايزمان على موقع كينوبويسك (الروسية)